# Percival Lowell

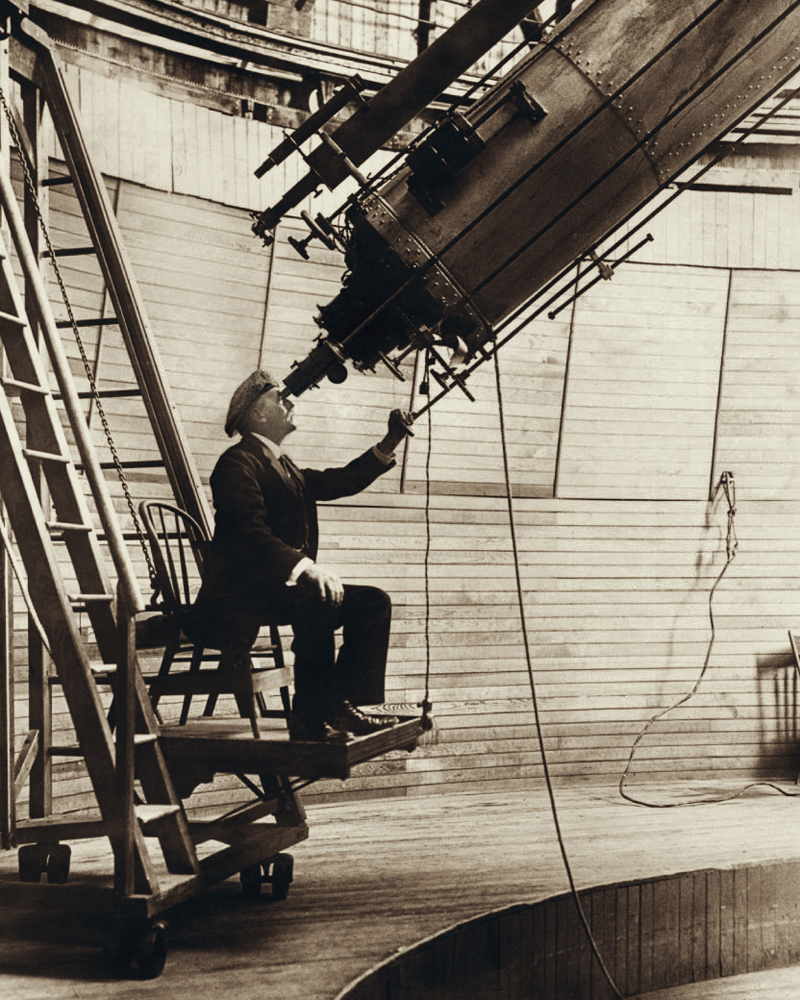
Percival Lowell bekijkt Venus door zijn telescoop

Percival Lowell (Boston, 13 maart 1855 – Flagstaff, 12 november 1916) was een rijke, Amerikaanse astronoom die ervan overtuigd was dat er kanalen op Mars waren. Tevens was hij de oprichter van het Lowell-observatorium in Flagstaff, Arizona.

## Biografie
Percival Lowell was een erfgenaam van de voorname Lowell familie uit Boston. Naast zijn eigen verwezenlijkingen was zijn jongere broer Abbott het hoofd van de Harvard-universiteit, en zijn zus Amy Lowell was een bekende dichter en criticus.
Percival Lowell studeerde in 1876 aan Harvard af in de wiskunde, en hij reisde uitgebreid door het Midden-Oosten voordat hij besloot om Mars en astronomie in het algemeen te gaan bestuderen als een voltijds carrière. Hij was vooral geïnteresseerd in de Kanalen op Mars, zoals beschreven door Giovanni Schiaparelli, die directeur van het Milaans observatorium, en een hooggeacht Italiaans astronoom was.
Hij verhuisde in 1894 naar Flagstaff, te Arizona. Op een hoogte van meer dan 2 km, en met weinig bewolking 's nachts, was het een perfecte plaats voor astronomische observaties. De volgende vijftien jaar bestudeerde hij Mars uitgebreid, en tekende hij ingewikkelde tekeningen van de markeringen op het oppervlak zoals hij ze waarnam. Lowell publiceerde zijn observatie in drie boeken: Mars (1895), Mars and Its Canals (Mars en zijn kanalen) (1906), en Mars As the Abode of Life (Mars als de woonplaats van leven) (1908). Hij sloot aldus aan bij het geloof dat er ooit intelligent leven op Mars had bestaan. 
De grootste bijdrage aan de planetaire studie van Lowell kwam gedurende de laatste 8 jaar van zijn leven, die hij opdroeg aan de zoektocht naar Planeet X, wat de benoeming was voor een planeet (of ander hemellichaam) voorbij Neptunus. De zoektocht duurde nog tot enkele jaren na zijn dood: in 1930 werd de nieuwe planeet, genaamd Pluto, ontdekt door Clyde Tombaugh. Het astronomisch symbool voor de planeet is een gestileerde "PL", gekozen om Lowell te eren. Per 24 augustus 2006 wordt Pluto niet langer erkend als planeet; het is nu een dwergplaneet.
Het is interessant om op te merken dat de voorspelling van een planeet (of ander hemellichaam) voorbij de baan van Neptunus was gebaseerd op een verschil tussen de voorspelde en geobserveerde positie van Neptunus en Uranus, en de incorrecte aanname dat die werd veroorzaakt door de zwaartekracht van een onbekende planeet. In de werkelijkheid werden de verschillen veroorzaakt door verkeerde waarden voor de massa's van Neptunus en Uranus. Met moderne preciezere waarden verdwijnen de verschillen. De dwergplaneet Pluto is in ieder geval veel te klein om een redelijke invloed te hebben op de positie van Uranus en Neptunus.
Inmiddels is toch weer sprake van een 'Planeet negen', een veronderstelde grote planeet die zich in het buitenste gedeelte van het zonnestelsel - ver buiten de baan van Neptunus - zou bevinden. Een hypothetische planeet zou de verklaring kunnen zijn voor het opmerkelijke gedrag dat een aantal Transneptunische objecten in het buitengebied van de Kuipergordel vertoont. Konstantin Batygin en Michael Brown, wetenschappers aan de Caltech Universiteit, kondigden op 20 januari 2016 hun ontdekking aan, die gebaseerd is op dynamische modellen, en niet op visuele waarnemingen.